# Trybunał Wodny w Walencji

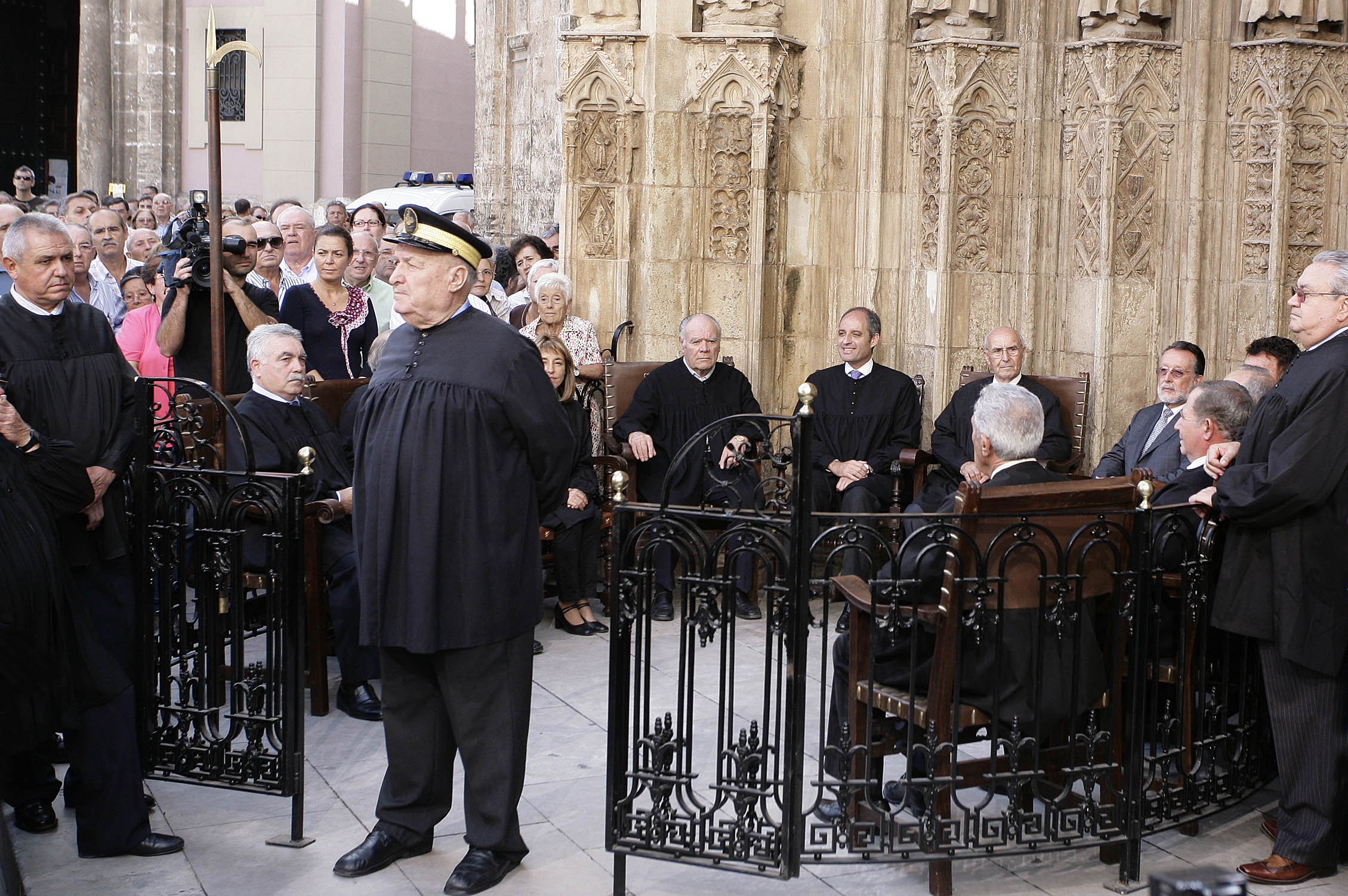
Trybunał Wodny

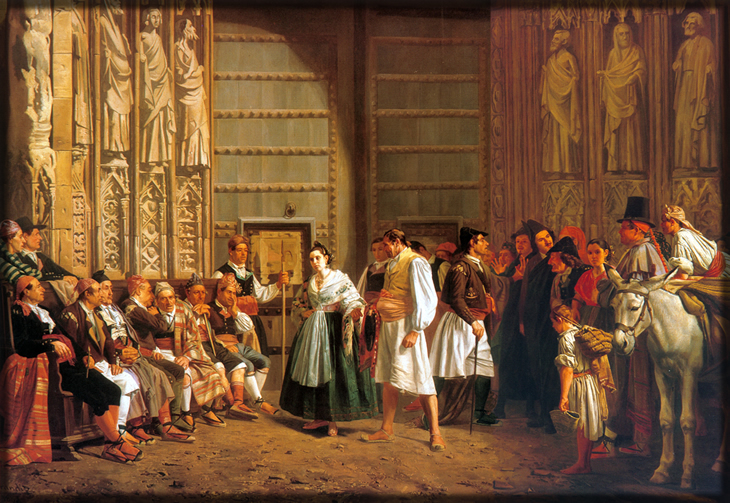
Tribunal de las Aguas, Bernardo Ferrándiz, 1865

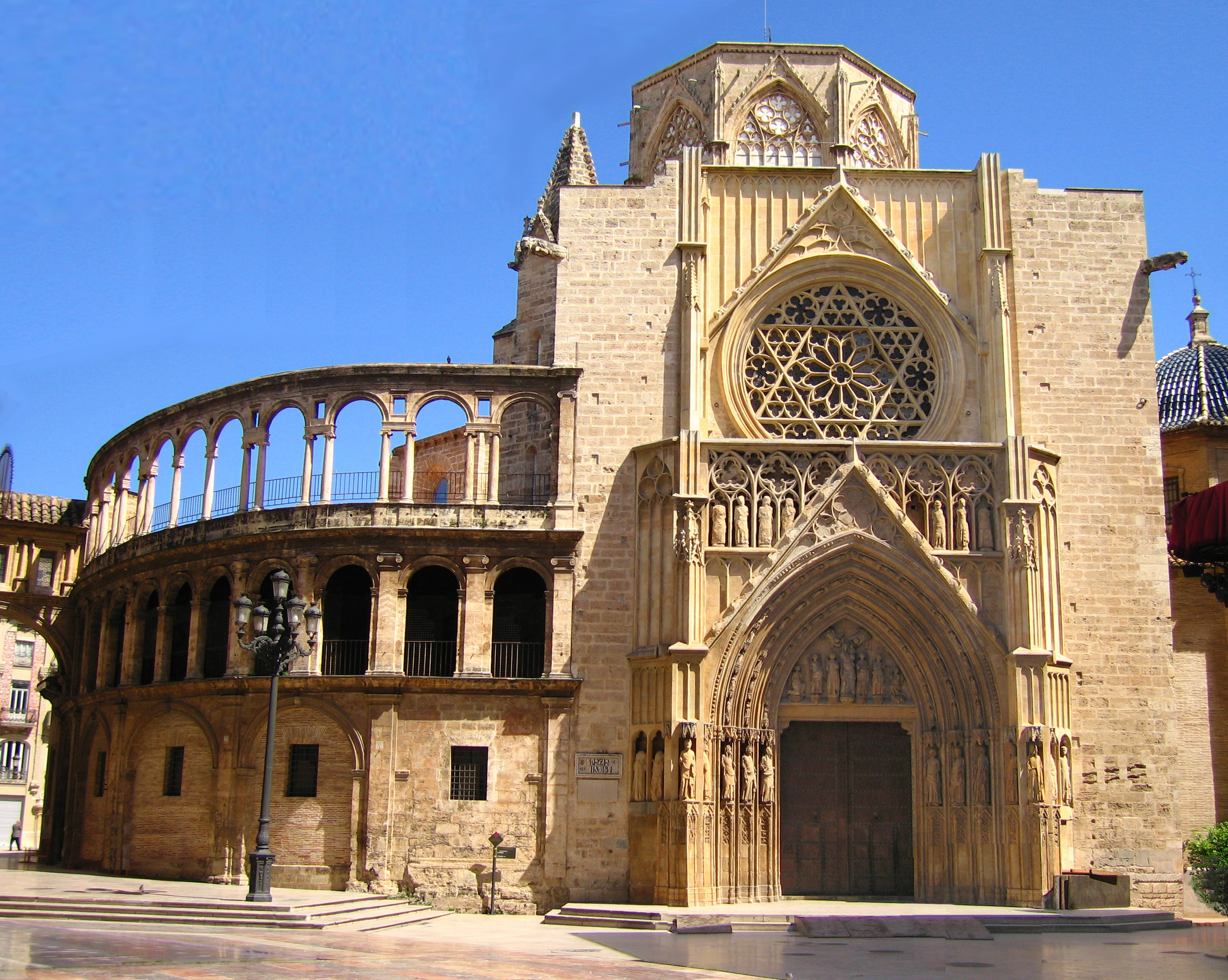
Brama Apostolska katedry Wniebowzięcia Najświętszej Maryi Panny, przy której obraduje Trybunał

Trybunał Wodny w Walencji (hiszp.  El Tribunal de las Aguas de la Vega de Valencia) – trybunał rozstrzygający kwestie związane z dostępem i wykorzystaniem zasobów wodnych w regionie Walencji na obszarze Vega de Valencia. Złożony z 8 wybieranych członków, reprezentujących interesy prawie 12 tysięcy mieszkańców terenów nawadnianych przez system irygacyjny rozprowadzający wodę z rzeki Turii. Najstarsza instytucja wymiaru sprawiedliwości w Europie.
W 2009 roku Trybunał Wodny w Walencji wraz z Radą Mędrców w Murcji został wpisany na listę niematerialnego dziedzictwa UNESCO.

## Opis
Rolnictwo w regionie Walencji uzależnione jest od wody dostarczanej poprzez rozbudowany system irygacyjny z rzeki Turii uchodzącej do Morza Śródziemnego w Walencji. Dziewięć kanałów irygacyjnych rozprowadza wodę – sześć po terenach prawobrzeżnych: Quart, Benácher-Faitanar, Mislata, Chirivella, Favara i Rovella i trzy na terenach lewobrzeżnych: Tormos, Mestalla i Rascaña. 
Trybunał dba o zapewnienie równego dostępu do wody wszystkim społecznościom terenów nawadnianych przez system irygacyjny wodą z Turii (3471 ha) i reprezentuje ich interesy wobec innych stron. Trybunał sprawuje dwie funkcje: sadowniczą i administracyjną. W okresach nadzwyczajnej suszy (hiszp. tandeo extraordinario) Trybunał może nakazać regionowi Moncada otwarcie jednego lub dwóch z czterech jazów, by zapewnić dopływ wody do kanałów pod jego jurysdykcją – przywilej nadany przez króla Jakuba II w 1321 roku.        
Trybunał jest najstarszą instytucją wymiaru sprawiedliwości w Europie, a jego korzenie sięgają czasów Al-Andalus. Został założony po zajęciu Półwyspu Iberyjskiego przez Arabów w VIII w. – niektórzy podają 960 rok jako datę jego powstania. Założyli go osadnicy – użytkownicy kanałów, a nie władze. Pierwsze pisemne wzmianki o Trybunale pochodzą z początku XIII wieku. W XIII wieku król Jakub I Zdobywca po podbiciu tych terenów, w ustanowionym prawie tzw. Els Furs nadał mieszkańcom Walencji i Królestwa Walencji prawo do kontroli nad wodami i rzekami.
W Trybunale zasiada 8 wybieranych członków, reprezentujących interesy prawie 12 tysięcy mieszkańców terenów nawadnianych przez system irygacyjny wodą z Turii. Członkowie Trybunału mają zastępców, również wybranych przez mieszkańców terenów nawadnianych, którzy mogą ich zastępować w pracach Trybunału. Poprzez głosowanie członkowie wyłaniają przewodniczącego i wiceprzewodniczącego Trybunału na dwuletnią kadencję. Tradycyjnie, gdy przewodniczący reprezentuje społeczność z terenów prawobrzeżnych, wiceprzewodniczący musi być ze społeczności z terenów lewobrzeżnych - i vice versa. Przewodniczący musi wstrzymać się od prowadzenia spraw i wydawania werdyktu w sprawach dotyczących społeczności, którą reprezentuje. Podobnie inni członkowie Trybunału nie mogą decydować w sprawach dotyczących ich społeczności. 
Trybunał obraduje publicznie w każdy czwartek w południe przy bramie apostolskiej Katedry Wniebowzięcia Najświętszej Maryi Panny. Obrady prowadzone są wyłącznie w języku walenckim, bez sporządzania dokumentów procesowych i udziału prawników. Funkcje prokuratora sprawuje Guarda, prace Trybunału wspomagają rzeczoznawcy Veedores obliczający kwoty odszkodowań. 
Trybunał i Rada Mędrców w Murcji to jedyne instytucje prawa zwyczajowego uznane za prawomocne sądy w hiszpańskim systemie sprawiedliwości. Od wyroków Trybunału nie ma możliwości apelacji do sądów innych instancji.